# Feng Zhang
Feng Zhang (chiń. 张锋; pinyin Zhāng Fēng; ur. 1981 w Shijiazhuang) – amerykański bioinżynier pochodzenia chińskiego.

## Życiorys
Związany jest z Massachusetts Institute of Technology. Zajmuje się optogenetyką. Wspólnie z Emmanuelle Charpentier i Jennifer Doudna był w 2016 laureatem Tang Prize. W 2016 wymieniany był wśród faworytów do Nagrody Nobla w dziedzinie chemii.

## Odznaczenia
- National Medal of Technology and Innovation – 2025[4]